# Ховрах великий
Ховрах великий (Spermophilus major) — гризун з родини вивіркових, один із представників роду ховрах.

## Опис
Цей червонувато-коричневий ховрах має товсте, низько посаджене тіло, короткі ноги і добре вкритий хутром хвіст. Спина темна вохрово-коричнева, помережана світлою вохрою. Верх голови і переніссі сріблясто-сіруваті. На щоках і над очима руді плями. Хвіст червонуватий знизу, а кінчик блідий. Довжина тіла до 340 мм, довжину хвоста до 105 мм. Вага близько 500 грамів. Диплоїдний набір хромосом: 36.

## Середовище проживання
Країни поширення: Казахстан, Російська Федерація. Проживає від рівня моря до 600 м. Мешкає на трав'янистих рівнинах і злакових і ковилових степах. У північній частині ареалу проникає в лісостепову, а в південній — в лісову зону. На півдні він зустрічається на заплавних луках в напівпустельній зоні.
Типовою місцевістю, згідно з Огнєвим, є степи поблизу Самари.
Ховрах великий відомий з території України за викопними рештками (час палеоліту) з північного сходу (Київ, Канів, Новгород-Сіверський, Мезин), а також у Криму від середнього плейстоцену до пізнього палеоліту. Припускається, що вид траплявся в Україні до XIX ст. включно.

## Спосіб життя
Зазвичай риє одну нору на великій території. Постійні нори 100–120 см в глибину, а загальна довжина підземних ходів становить від 2 до 2,5 м. Масово сплячка починається в серпні. Харчується зеленими частинами і насінням трав і злаків.

## Загрози та охорона
Найбільш значні загрози це оранка і пряме вбивство людьми.